# Катарски крсташки рат
Катарски крсташки рат или Албижански поход (1209—1229), представљао је рат, који је започела Римокатоличка црква против катара или патарена у Лангдоку на југу Француске. Катарско веровање је сматрано за јерес. Степен насиља према катарима је био екстремно велик, чак и према средњовековним стандардима. На почетку рата крсташи су побили цели један град Безје од 10.000 становника. Касније су спаљивали и живе и мртве катаре.
Црква је понудила то подручје севернофранцуским племићима и француском краљу Филипу Августу, који су деловали као римокатолички плаћеници. Територија Француске тим ратом постаје готово дупло већа. Француска је добила подручја, која су имала ближе културне и језичке везе са Каталонијом него са Француском.
Катарски крсташки рат је имао велики значај у успостављању средњовековне инквизиције јер је католичка црква до тад имала проблема само са мањим групама или локализованим сектама које су пропагирале јерес, док су Катари постали велики и популаран масовни покрет који није био локалног типа него се проширио по региону.

## Порекло
Римокатоличка црква је имала проблема са јеретичким учењима, али углавном се радило о мањим групама или локализованим сектама. Катари су постали велики и популаран масовни покрет раширен по целом региону. Већина јужне Француске постала је отворено катарска, а катарско учење се ширило у друга подручја. Катарско и друга јеретичка учења тог доба појављују се у градовима и местима нових урбанизованих подручја. Није било нимало случајно да катари потичу из јужне Француске, која је била једно од најгушће насељених подручја Европе у то време.
Катари су били најбројнији у региону Лангдок, које се налази на западном медитеранском делу Француске. Тада је Лангдок био део Каталонско-Арагонске конфедерације Арагонског краљевства. Звали су се и Албижани, јер је покрет био присутан око града Алби. Политичка контрола у Лангндоку је била подељена између локалних племића и градских савета. Пре крсташког рата подручје је било на високом културном нивоу.

### Папа Иноћентије III покушава да присили Катаре да одбаце јерес
Када је дошао на власт 1198. папа Иноћентије III покушао је да спречи ширење катара. Најпре је покушао мирним методама да их присили да одбаце јеретичко учење. Послао је свештенике да прекрсте катаре, али није било готово никаквог успеха. Локално племство је штитило катаре, као и локални бискупи. Папа је 1204. суспендовао локалне бискупе и поставио је папске легате. Папа тражи 1206. подршку племића, а племиће који штите катаре папа екскомуницира.

### После убиства папског легата папа позива у крсташки рат против катара
Моћни гроф и најважнији племић тога подручја Ремон VI Тулуски одбија да пружи подршку у искоренивању катара, па је екскомунициран маја 1207. Папа је позвао француског краља Филипа II Августа да делује против племића, који штите катаре. Краљ је у то доба био заузет једном другом битком те није реаговао.
Гроф Ремон VI Тулуски среће се јануара 1208. са папским легатом Пјером д Кастелном и после свађе папски легат је убијен.
Папа је одмах издао проглас, којим је позвао у крсташки рат против Лангдока. Папа нуди јеретичку земљу свакоме ко се прикључи крсташком рату, као и општи опрост грехова. Много племства северне Француске се придружује крсташком рату привучени атрактивном понудом земље племства са југа.

## Крсташки рат
Крсташки рат се може поделити у неколико фаза.
- Прва фаза (1209—1215.) - серија великих успеха крсташа у Лангдоку
- Друга фаза (1215—1225.) - серијом побуна крсташи су углавном изгубили оно што су освојили
- Трећа фаза (1225—1229.) - уследиле су интервенције француских краљева и подручје је освојено

После краја крсташког рата инквизиција је имала много посла, а било је још побуна до 1255.

## Почетни успеси крсташа
До средине 1209. скупило се око 10.000 крсташа у Лиону и кренули су према југу. Ремон VI Тулуски је увидео да постоји велика опасност и обећава да ће дејствовати против катара, па више није екскомунициран. Крсташи су кренули према Монпељеу и земљи Ремона де Тренкавела. Крсташи су првенствено хтели да ударе у центар катарства око Албија и Каркасона. Ремон Тренкавела је исто покушао да се додвори крсташима, али није успео па је побегао у Каркасон да припреми одбрану.

### Крсташи убијају цели град од око 10.000 људи
У јулу крсташи заузимају мало село Сервијан. Безје су опколили 21. јула 1209. и тражили су да град преда катаре. Кад су становници Безјеа то одбили крсташи следећи дан заузимају град и убијају све становништво. Сматра се да је у Безјеу било око 500 катара, а крсташи су побили 7.000 - 20.000 становника. Крсташи су питали папског легата, главног свештеника цистерцитског реда Арнолда Амалрика, како да разликују катаре од осталих.
Папски легат је одговорио:
Све их побијте, а Бог ће своје препознати.
Тако су побили цели град, а вест о томе се проширила.

### Крсташи заузимају Каркасон и протерују становништво без одеће
Следећа мета је био град Каркасон. Каркасон је био добро утврђен град, али био је препун избеглица. Крсташи су стигли пред град 1. августа 1209. Ставили су град под опсаду, а 7. августа су одсекли довод воде до града. Ремон Тренкавела је покушао да преговара, али га заробљавају. Каркасон се предао 15. августа 1209. Становништво града није убијано, него су протерани голи из града.
Симон од Монфора преузима команду над крсташима и добија контролу над подручјем око Каркасона, Албија и Безијера. После Каркасона предају се многи градови без борбе. Алби, Кастелнодар, Кастр, Фанжо, Лимо, Ломбр и Монтреал су пали током јесени. Неки градови су се убрзо поново побунили.

### Борбе током 1210. и спаљивање катара
Следеће борбе одвијају се око Ластура и оближњег замка Кабаре. Пјер Кабаре одбија крсташе у децембру 1209. Током зиме борбе стају, па се настављају у пролеће, када крсташи у марту заузимају Брам. У јуну 1210. добро утврђен градић Минерв одолева, док им није уништен главни бунар, па се предају 22. јула 1210. Дата је прилика катарима да се прекрсте. Спаљено је 140 катара, који нису хтели да одбаце катарско учење. У августу крсташи нападају град Терм, којем долази у помоћ Пјер Кабаре. Град заузимају тек у децембру 1210.

### Борбе током 1211. и 1212. и Катари ослобађају велики део провинције Тулуз
Ремон VI Тулуски и још неколико племића напуштају савез са крсташима, јер су ужаснути њиховим поступцима. Ремон VI Тулуски је поново екскомунициран. Понављају се борбе око Ластура, а Пјер Кабаре се предао. У мају 1211. крсташи заузимају један замак крај Монтреала и ту вешају витезове и пале неколико стотина катара. Након заузимања Монферана током јуна, крсташи су кренули према Тулузу. Крсташи су опседали град, па су остали без снабдевања и повукли се.
Ремон VI Тулуски је тиме био охрабрен, па је кренуо на вођу крсташа Симона Монфора у септембру 1211. Монфор се извукао из опсаде, али Ремон VI Тулуски после тога ослобађа град за градом и ослободио је тако 30 градова.
Током 1212. побуњеници су ослободили велики део провинције Тулуз.

### 1213. и 1214.
Петар II Арагонски долази из Каталоније да помогне Тулузу против крсташа. Опседао је један град и септембра 1213. погинуо је при опсади, а војска му се после тога разбежала. То је био тежак ударац за катаре. Током 1214. постаје још горе за њих. Папа је понудио француском краљу Филипу II Августу земљу од Ремона VI Тулуског и тиме га заинтересовао за рат.
Филип II Август је победио, а Ремон VI Тулуски је побегао у Енглеску. Крсташи су напредовали током 1214, а 1215. заузимају Тулуз. Тулуз је поклоњен Симону Монфору, али он га предаје француском краљу Филипу II у априлу 1216.

## Побуне и успеси побуњеника 1216—1225.
Ремон VI Тулуски вратио се са својим сином у априлу 1216. и успева да подигне велику војску незадовољних градова. Заузимају Бокер после три месеца опсаде. Симон Монфор није успео да спречи пад Бокера. Симон Монфор гуши побуну у Тулузу, па креће западно у намери да заузме Бигор, у чему не успева. У септембру 1217. Ремон VI Тулуски ослобађа Тулуз, док је Симон Монфор био заузет на другим местима. Монфор покушава безуспешно да поврати Тулуз, а убијен је у јуну 1218.
Крсташка војска је била у нереду, па предају команду француском краљу Филипу II Августу, којега највише брине Тулуз, много више од јереси. Папа Иноћентије III је умро јула 1216. Сукоб је ушао у мирнији период до 1219, иако је било акција.
Крсташи су заузели Мерманд 3. јуна 1219. након дуге опсаде, али никако нису успевали да заузму Тулуз. Осим тога крсташи су губили градове. Ремон VI Тулуски и његов син Ремон VII Тулуски наставили су са победама и током 1221.
Ремон VI Тулуски је умро 1222, па је његов син постао вођа отпора. Француски краљ Филип II Август је умро 1223, а наследио га је Луј VIII. Амори Монфор је напустио Каркасон и побегао, а син Рејмода Тренкавеле вратио се из прогонства и то подручје сматра својим. Амори Монфор нуди подручје Лангдока француском краљу Лују VIII, а овај прихвата понуду.

## Интервенција француског краља
У новембру 1225. екскомунициран је Ремон VII Тулуски као и његов отац пре тога. Француски краљ Луј VIII предводио је нови крсташки поход у јуну 1226, а градови и дворци су се предавали без отпора. Авињон је био номинално под влашћу немачког цара и тек након три месеца опсаде Луј VIII га је заузео. Луј VIII је умро новембра 1226. и наследио га је дете краљ Луј IX. Краљица је дозволила наставак крсташког рата. Лабекед је освојен 1227, а Вареј и Тулуз 1228.
Краљица је понудила Ремону VII Тулуском споразум по коме би он постао владар Тулуза, али би морао
- да се бори против катара,
- врати сву црквену имовину,
- преда своје замкове и
- уништи одбрамбене зидове Тулуза

Ремон VII Тулуски се сложио и потписао је споразум априла 1229. Међутим краљица је прекршила обећање, па је Ремон VII Тулуски заробљен, бичеван и закратко утамничен.

## Инквизиција
Лангдок је дошао чврсто под контролу краља. У Тулузу се оснива Инквизиција у новембру 1229, па почиње процес чишћења подручја од јереси и преосталих катарских упоришта.
Под папом Гргуром IX инквизиција је добила готово неограничена овлашћења за сузбијање јеретика.
Немилосрдна кампања почиње 1233. паљењем живих или мртвих катара, где год би их нашли. Многи су се опирали, побегли су у неколико тврђава у Фенуједу или Монтсегуру. Или поново почињу побунама. Катари успевају да 1235. истерају инквизицију из Албија, Нарбона и Тулуза. Ремон Тренкавела је предводио устанике 1240, али је поражен код Каркасона, па је побегао у Монтреал, у коме су га краљевске снаге опседале. Предаје се и дозвољава му се пролаз до Арагона.
Ремон VII Тулуски покушава са побуном 1242. у исто време кад је била инвазија Енглеза. Након енглеског повлачења Ремон добија амнестију од краља.
Катарска упоришта су падала. Пејрепертуз је пао 1240, а Монтсегур је био 9 месеци под опсадом и коначно је пао марта 1244. Мала тврђава Керибус је била занемарена све до августа 1255, када је пала. Последње катаре је инквизиција спалила 1321.